# Stręczycielstwo
Stręczycielstwo – nakłanianie innych osób do prostytucji, w wielu państwach uznane za działanie karalne w rozumieniu prawa karnego.
W Polsce stręczycielstwo jest przestępstwem, określonym w art. 204 § 1, a także § 3 Kodeksu karnego, zagrożonym karą do 3 lat pozbawienia wolności. Kara surowsza (od roku do 10 lat pozbawienia wolności) przewidziana jest w przypadku, kiedy osoba uprawiająca prostytucję jest małoletnia.